# نوح (فلم 2014)
نوح  (بالإنجليزية: Noah) هو فيلم ملحمي ديني من إخراج دارين أرنوفسكي وكتابة أرنوفسكي وآري هاندل. من بطولة راسل كرو وأنثوني هوبكنز وإيما واتسون وجينيفر كونلي ولوجان ليرمان ودوغلاس بوث وراي وينستون. الفيلم مبني على قصة سفينة نوح. صدر الفيلم في أمريكا الشمالية في 28 مارس، 2014، بينما منع عرضه في الشرق الأوسط ما عدا لبنان الذي صدر فيها في 10 أبريل، 2014.

## طاقم التمثيل
- راسل كرو بدور «نوح»
- جينيفر كونلي بدور «والهــــــة»، زوجة نوح.
- أنثوني هوبكنز بدور «متوشلخ»، جد نوح.
- لوجان ليرمان بدور «حام»، ابن نوح.
- دوغلاس بوث بدور «سام»، ابن نوح.
- ليو ماكهيو كارول بدور «يافث»، ابن نوح.
- إيما واتسون بدور «أيلا»، زوجة سام.
- داكوتا جويو بدور «نوح» في سن الصغر.
- راي وينستون بدور «توبال قايين»، عدو نوح.

## القصة
يبدأ الفيلم ب‌نوح وهو فتى صغير، حيث يشهد مقتل والده لامك على يد توبال قايين. بعد سنوات عديد، نوح يعيش مع زوجته والهــــــة وأولاده سام و‌حام و‌يافث؛ ولكن بعد رؤية زهرة تنمو على الفور من الأرض ثم رؤيا في المنام عن طوفان عظيم، يقرر نوح زيارة جده، متوشلخ.
في طريقهم لجده، يصادفون مجموعة من الناس قتلت حديثاً، ويتبنون الناجية الوحيدة، فتاة تدعى «أيلا». يتم مطاردة نوح وعائلته من قبل رجال توبال قايين، لكنهم يلتجأون إلى الملائكة الساقطة المعروفين باسم «الحراس»، الذين تم نفيهم إلى الأرض على أشكال صخر من جنة عدن بسبب مساعدتهم البشر. يعطي مَتُّوشَلَخَ لنوح بذرة مستمدة من جنة عدن. يضع نوح البذرة في الأرض فتنموا غابة كاملة خلال ثواني، يستخدم أخشابها عائلة نوح والحراس من أجل صنع السفينة. بينما يقترب الانتهاء من صنع السفينة، تبدأ الحيوانات من مختلف الأنواع بالصعود على متنها، من كل نوع زوج، ثم ينامون بواسطة البخور.
بينما أيلا أصبحت تحب سام، يذهب نوح للمستوطنة المجاورة للبحث عن زوجات لحام ويافث، لكنه يشهد أكل لحوم البشر بواسطة الناس الجوعى فيقرر التراجع. بعد ذلك، يقوم مَتُّوشَلَخَ بشفاء أيلا من العقم. يقرر حام البحث عن زوجة بنفسه، فيلتقي بفتاة تدعى نائل؛ لكن عندما يهاجم رجال توبال قايين السفينة، يجبر نوح حام على الذهاب وترك نائل لتموت. جميع عائلة نوح تدخل السفينة ما عدا مَتُّوشَلَخَ الذي يبقى عن قصد. بينما يبدأ الطوفان، يقوم الحراس بالتضحية بأنفسهم لحماية السفينة من رجال توبال، وتصعد أرواحهم إلى السماء. يغرق الفيضان بقية الرجال، لكن توبال قايين يتمكن من الصعود على متنها ويغري حام، مستفيداً من غضب الأخير تجاه نوح لتركه نائل تموت. تصبح أيلا حامل بينما يتوقف المطر. على الرغم من محاولة زوجته إقناعه بالعدول، يقرر نوح قتل الرضيع إذا كانت فتاة لتلبية رغبة الخالق بتدمير الإنسانية.
تمر أشهر، وأيلا وسام يبنون طوف للهروب من قرار نوح، لكن نوح يحرقه بعد أن يكتشف أمره. بعد ذلك، تلد أيلا توأم بنات. في غضون ذلك، يقنع توبال قايين حام بمساعدته في قتل نوح، فيهاجم نوح بواسطة توبال وحام وسام الذي يريد حماية زوجته وبناته. وبينما يتقاتلون، تصطدم السفينة بجبل، ويقتل حام توبال قايين. يأخذ نوح توأم البنات وقبل أن يقتلهم بالخنجر ينظر إلى برائتهم ويقرر الصفح عنهما. عقب الخروج من السفينة، يعزل نوح نفسه عن الآخرين في كهف بالقرب. بعد ذلك يتصالح مع أبنائه ثم يسافر حام وحده. بناء على طلب أيلا، يقوم نوح بمباركة العائلة كبداية للجنس البشري الجديد، ويشهدوا قوس قزح هائل.

## الميزانية والإيرادات
بلغت تكلفة إنتاج الفيلم حوالي 125 مليون دولار.

## جدل حول الفيلم
منعت بعض الدول عرض الفيلم بسبب تجسيد شخصية النبي نوح خلافاً للفتاوى الإسلامية التي تمنع تجسيد الأنبياء، وكذا للتحريف الذي مس شخصية النبي نوح وأهله إضافة لزيادات في قصة هذا النبي بشكل خرافي، ومن هذه الدول المملكة العربية السعودية وقطر والبحرين والإمارات، ولا يزال جهاز الرقابة في مصر متحفظاً في إبداء رأيه حول الفيلم، في حين وافقت الرقابة اللبنانية على عرضه في دور السينما.

## روابط خارجية
- مقالات تستعمل روابط فنية بلا صلة مع ويكي بيانات